# Erasto Carranza Castro
Mayor Erasto Carranza Castro fue un militar mexicano que participó en la Revolución mexicana. Nació en Ocampo, Coahuila el 26 de julio de 1882, siendo hijo de Emilio Carranza Garza y de Rosaura Castro. Formó parte de la escolta del Estado Mayor del general Antonio Medina, que operaba en los estados de Veracruz, Puebla y Tlaxcala. Pronto se dio de baja en el Ejército, pero pasó a trabajar al Departamento de Establecimientos Fabriles y Aprovisionamientos Militares, gozando de la confianza y simpatía de su tío Venustiano Carranza. Murió en la Ciudad de México en 1956. 